# In Her Car
In Her Car (Перевізниця) ist eine ukrainische Fernsehserie, die von Gaumont und Starlight Media produziert wurde und in Koproduktion mit dem ZDF, France Télévisions und dem Schweizer Radio und Fernsehen entstand. Start der zunächst zehnteiligen Drama-Serie war der 21. Februar 2024.

## Hintergrund
Die Serie basiert auf realen Erfahrungen von Ukrainern, die sie während des Krieges in ihrem Land erfahren. Vor allem die Suche nach Zuflucht von Kiewern außerhalb der Hauptstadt wurde dabei fokussiert betrachtet. Die Protagonisten und das Gesamtkonzept sind hingegen fiktiv. Die Idee wurde vom ukrainischen Filmemacher Eugen Tunick entwickelt, der sie bei einem Wettbewerb in Berlin im Sommer 2022 vorstellte. Obwohl die Idee nicht als Gewinnerin des Wettbewerbs hervorging, wurde sie umgesetzt. So saßen mit Andreas F. Bareiss und Rainer Marquass zwei Produzenten von Gaumont in der Wettbewerbsjury. Das Projekt wurde im Oktober 2023 auf der MIPCOM 2023 in Cannes vorgestellt. Zu diesem Zeitpunkt waren bereits sechs Episoden abgedreht.

## Produktion
Die Dreharbeiten fanden ab dem 17. März 2023 vornehmlich in Kiew und Umgebung statt. Hauptsächlich wurden dabei Orte ausgewählt, die als bombensicher gelten. Ferner wurde in der Nähe von Krankenhäusern und Schutzräumen gedreht. Aufgrund von Ausgangssperren fanden alle Dreharbeiten zwischen 7:00 Uhr und 22:00 Uhr statt. Die Dreharbeiten in der Ukraine verliefen, trotz des Kriegs im Land, ohne Zwischenfälle. Ein Teil der Aufnahmen erfolgte außerdem in Berlin, wo im November 2023 die Dreharbeiten abgeschlossen wurden. Neben den beiden Produktionsfirmen, die mit dem ZDF, France Télévisions und dem Schweizer Radio und Fernsehen zusammenarbeiteten, waren in Kooperation mit DR, NRK, SVT, RÚV und Yle die öffentlich-rechtlichen Rundfunkanstalten Dänemarks, Finnlands, Islands, Norwegens und Schwedens beteiligt. Für den weltweiten Vertrieb der Serie ist Beta Film zuständig. Die Kosten der Produktion belaufen sich auf mehr als eine Million Euro.

## Handlung
Handlungsbeginn ist der Überfall Russlands auf die Ukraine im Februar 2022. Im Mittelpunkt der Handlung steht die Therapeutin Lydia, die nach Beginn des Krieges in der Ukraine als Fahrerin fungiert, um Menschen in Sicherheit zu bringen. Diese berichten über ihre Ängste, Träume und Hoffnungen, Schicksale oder Ereignisse, die ihnen oder Menschen aus ihrem Umfeld widerfahren sind.

## Besetzung und Synchronisation
Die Synchronisation erfolgte bei RC Production in Berlin, unter Dialogregie von Katrin Fröhlich. Das Dialogbuch schrieben Marina Rehm und Angela Ringer.
| Rolle   | Darsteller          | Synchronsprecher |
| ------- | ------------------- | ---------------- |
| Lydia   | Anastasia Karpenko  | Anja Kling       |
| Dmytro  | Igor Koltovskyy     | Tobias Müller    |
| Dasha   | Kateryna Hryhorenko | Lana Finn Marti  |
| Natalya | Nadiya Levchenko    | Katrin Fröhlich  |

## Ausstrahlung
Die Serie feierte ihre Weltpremiere am 19. Februar 2024 beim Café Kyiv in Berlin. Zwischen den beteiligten Rundfunkanstalten wurde vereinbart, die Serie zum Jahrestag des Angriffes auf die Ukraine am 21. Februar 2024 zeitgleich in den Mediatheken der Anstalten zum Abruf bereitzustellen. Von den zehn produzierten Episoden werden vorerst fünf ausgestrahlt.

### Deutschland
In Deutschland wurde die Serie erstmals ab 21. Februar 2024 in der ZDFmediathek gezeigt, im linearen Fernsehen lief sie ab 27. Februar 2024 auf ZDFneo.

### Schweiz
In der Schweiz war die Erstausstrahlung am 21. Februar 2024 in der Play Suisse genannten Mediathek. SRF zwei übernahm ab dem 23. Februar 2024 die lineare Ausstrahlung.

### International
In Dänemark, Finnland, Frankreich, Island, Norwegen und Schweden stand die Serie seit dem 21. Februar 2024 in den Mediatheken der entsprechenden Rundfunkanstalt zur Verfügung. Darüber hinaus wurden die Ausstrahlungsrechte an der Serie an Sender in Lettland, Tschechien und der Slowakei sowie an NHK in Japan verkauft. NHK strahlt die Serie seit dem 26. Februar 2024 aus.
| Land       | Sender/Rundfunkanstalt | Titel                  | Fassung         |
| ---------- | ---------------------- | ---------------------- | --------------- |
| Dänemark   | DR                     | Den ukrainske chauffør |                 |
| Finnland   | Yle                    | Lidian autossa         | OmU             |
| Frankreich | France Télévisions     | In Her Car             | Synchronfassung |
| Island     | RÚV                    | Flóttabíllinn          |                 |
| Japan      | NHK                    | ドライブ in ウクライナ | OmU             |
| Norwegen   | NRK                    | Sjåføren               |                 |
| Schweden   | SVT                    | Ukrainska hjärtan      | OmU             |